# Polskie Stronnictwo Ludowe – Lewica
Polskie Stronnictwo Ludowe – Lewica – działające od 5 kwietnia 1914 do 11 maja 1924 stronnictwo polityczne o charakterze ludowym. Założycielem stronnictwa był Jan Stapiński. Było to ugrupowanie o wpływach raczej lokalnych, niewykraczających poza granice Galicji, o radykalnym społecznie programie politycznym. Związane z partią było czasopismo polityczno-społeczne „Przyjaciel Ludu”, pełniące rolę trybuny koncepcji i poglądów partii, a także informatora o bieżących jej działaniach.

## Geneza i działalność
W 1895 powołano do życia Stronnictwo Ludowe, które w 1903 przyjęło nazwę „Polskie Stronnictwo Ludowe”.
Na posiedzeniu Rady Naczelnej PSL w dniu 13 grudnia 1913 doszło do rozłamu. W jego wyniku powstały dwie odrębne partie:
- prawe skrzydło PSL 1 lutego 1914 utworzyło PSL „Piast” (Jakub Bojko, Jan Babicz, Wincenty Witos),
- lewe skrzydło PSL 5 kwietnia 1914 utworzyło PSL Lewica (Jan Stapiński, Michał Grek, Jan Kubik, Stanisław Wojtyto).

29 grudnia 1918 PSL Lewica weszło w skład rządu Jędrzeja Moraczewskiego. Przedstawiciele stronnictwa objęli dwa resorty – Stanisław Stączek został ministrem komunikacji, a Józef Pruchnik ministrem robót publicznych. 16 stycznia 1919 powstał nowy gabinet, kierowany przez Ignacego Jana Paderewskiego. Do 31 sierpnia 1919 zasiadał w nim Józef Pruchnik. 
W 1919 PSL Lewica wprowadziło do Sejmu Ustawodawczego 12 posłów, pochodzących z okręgów galicyjskich. Było to efektem poparcia udzielonego 26 stycznia 1919 przez 189 885 wyborców, czyli 19,3% głosów oddanych w skali Galicji. Trzy lata później, w roku 1922, w wyborach do Sejmu I kadencji partia otrzymała zaledwie 59 104 (0,67%) głosów, w konsekwencji czego wprowadziła do parlamentu jedynie dwóch posłów, reprezentantów okręgów Jasło i Przemyśl.
Kongres Delegatów PSL Lewica 1 czerwca 1919 przyjął program partii.
W stronnictwie doszło do dwóch rozłamów:
- w 1919 ks. Eugeniusz Okoń założył komunizujące Chłopskie Stronnictwo Radykalne,
- w 1922 Józef Putek odszedł ze swoją grupą do PSL „Wyzwolenie”.

Polskie Stronnictwo Ludowe Lewica 11 maja 1924 połączyło się z grupą secesyjną z PSL „Piast” o nazwie Polski Związek Ludowców, tworząc Związek Chłopski.

## Program
Celem stronnictwa jest zdobycie dla rzesz mas ludowych jak najkorzystniejszych warunków bytu i rozwoju pod każdym względem, zatem tak w kierunku materialnym (fizycznym i gospodarczym), jak umysłowym i kulturalnym, czyli zdobycie ziemi (chleba), światła, swobody. Jako klasowe chłopskie stronnictwo, PSL Lewica szczególną opieką otacza interesy ludu wiejskiego – chłopów.
- współpraca z socjalistami (czego wyrazem było wstąpienie do Tymczasowej Komisji Skonfederowanych Stronnictw Niepodległościowych)
- radykalne zmiany społeczne:
  - jako pierwsi z ugrupowań ludowych opowiadali się za wywłaszczeniem wielkiej własności ziemskiej bez odszkodowania
  - szybkie przeprowadzenie reformy rolnej w drodze ustawy
  - upaństwowienie lasów
  - zorganizowanie handlu na zasadach spółdzielczych
  - państwowa własność środków produkcji w przemyśle
  - ścisła kontrola państwowa nad bankami
- antyklerykalizm
- forma rządu: wolna, niepodległa, ludowa Rzeczpospolita Polska oparta na woli ludu
- nieprzychylne stanowisko wobec mniejszości żydowskiej (dalekie jednak od antysemityzmu), przychylne wobec mniejszości słowiańskich
- w stosunkach międzynarodowych zgadzano się z federacyjną koncepcją Józefa Piłsudskiego